# Sedia

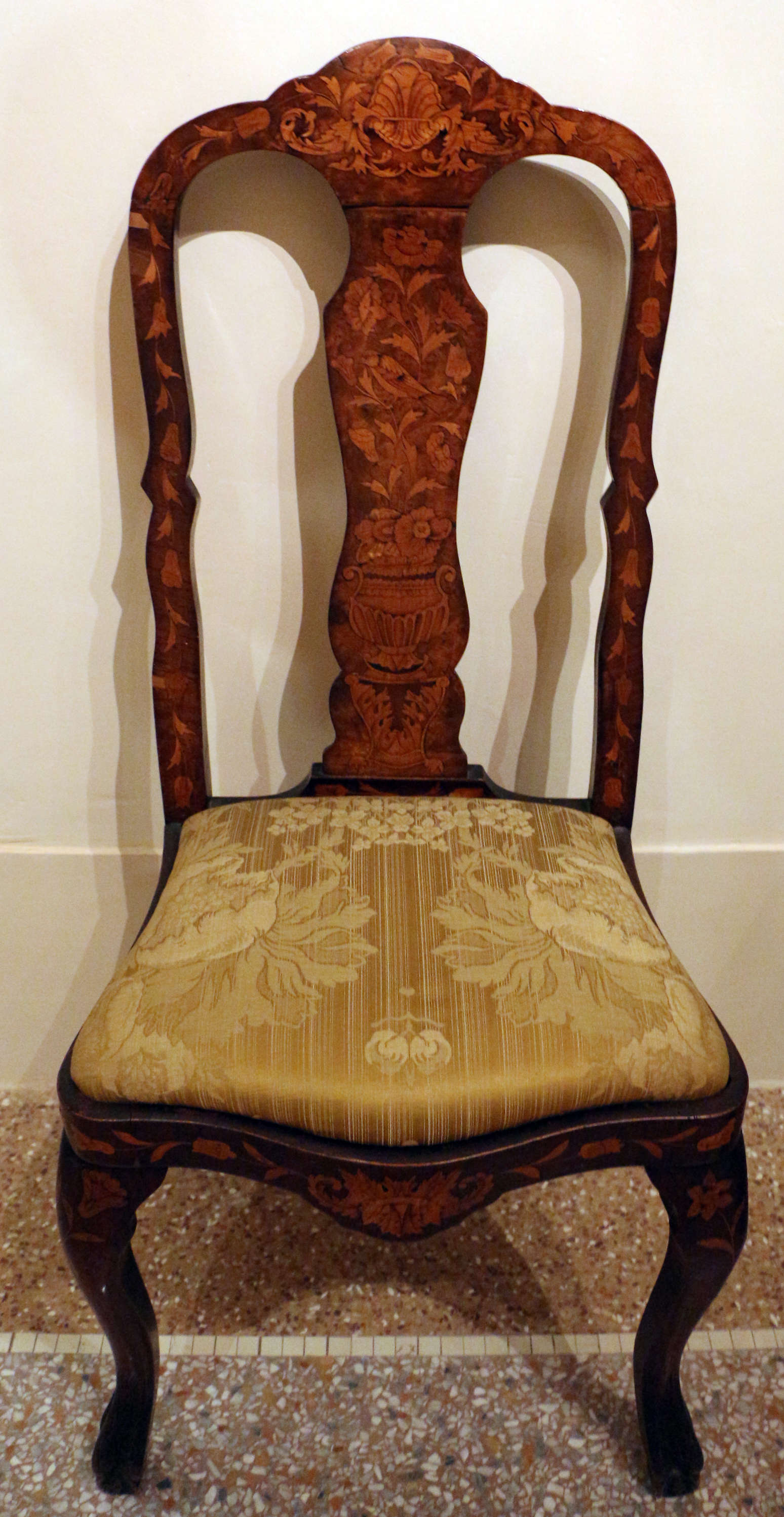
Una sedia ottocentesca

La sedia (detta talvolta seggiola) è un mobile su cui una singola persona può sedere appoggiando natiche e schiena.
È formata da un piano orizzontale chiamato sedile o seduta, solitamente distanziato dal pavimento mediante gambe di sostenimento o altro sistema, e da uno schienale o spalliera di appoggio. La seduta, lo schienale e le gambe possono assumere forme diverse e il numero delle gambe può variare a seconda del tipo di sedia. Solitamente una sedia è provvista di quattro gambe, ma esistono anche versioni con tre o due gambe.
Oltre che impiegata come seduta indipendente, la sedia può essere accostata ad altri mobili, quali una scrivania o altro piano di lavoro oppure un tavolo.

## Storia
La sedia può essere fatta derivare dalla panca, che è costituita da una tavola di legno lunga e stretta che si appoggia su due assi verticali. La panca originariamente si diffonde in tutta l'Europa e l'Asia, prima della sedia: accoglieva più persone, costringeva però a sedere in posizione eretta e scomoda senza poter appoggiare la schiena. Nel Rinascimento toscano la "panca a dossale" poggia su piedi a mensola scanalati ed ha la spalliera a giorno costruita da una serie di eleganti colonnine ioniche oppure da balaustri torniti. Negli esemplari francesi prende il nome di "banc" ed è un mobile rustico assai massiccio che si collocava di fronte al camino da dove non veniva mai spostato nemmeno per i pasti: ad esso si avvicinava il tavolo da pranzo.
La sedia destinata ad ospitare una sola persona è usata all'inizio soltanto per i sacerdoti e i principi: era infatti una prerogativa aristocratica differenziarsi dalla massa e sedere a parte, come su un trono. Uno dei primi sedili per una sola persona è il faldistorio, in uso già nel 1100. Derivato dalla "sella Plicatilis" longobarda e romana (di cui un rarissimo esemplare fu rinvenuto a Pavia), è eseguito in ferro e poggia su due coppie di supporti mobili incrociati, uniti nell'estremità superiore da una o più strisce in pelle che sorreggono l'imbottitura. I faldistori in legno intagliato e scolpito, molto rari, presentano una leggera inflessione a forma di "S" dalla doppia forbice: un esemplare decorato con applicazioni in avorio scolpito è conservato nel convento di Nonnberg presso Salisburgo.
La cattedra e lo scanno, elementi tipici degli arredi ecclesiastici non hanno niente a che vedere con la sedia propriamente detta, che compare in Europa agli inizi del Quattrocento. Le prime sedie a stecche o a forbice sono nate probabilmente dalla fusione della sella curulis Romana con la sedia da campo di origine araba. Un compromesso fra due tipi di civiltà, all'insegna dall'autorità di un capo. Sono costruite con una serie di listelli a forbice montate su perni; la spalliera è formata da una tavoletta orizzontale dal contorno sagomato, dove vanno ad infilarsi le stecche. In Toscana questi esemplari, che si conservano con alcune varianti per tutto il 1500, sono chiamati con termine popolare a iccasse, cioè a X. Nella stanza di Savonarola nel convento fiorentino di San Marco è conservata la sedia nella quale era solito sedere il frate: si tratta del "Savonarola", che discende dalla "sella Curulis", di cui ripete la tipica struttura a X. La Savonarola ha un certo numero di stecche di legno, da 8 a 12, incurvate a serpentina e incrociate a forbice che s'innestano in basso in un piede a corrente e in alto in due braccioli diritti. Il dorsale è formato da una tavoletta sagomata infissa all'estremità dei braccioli e decorata da semplici intagli.

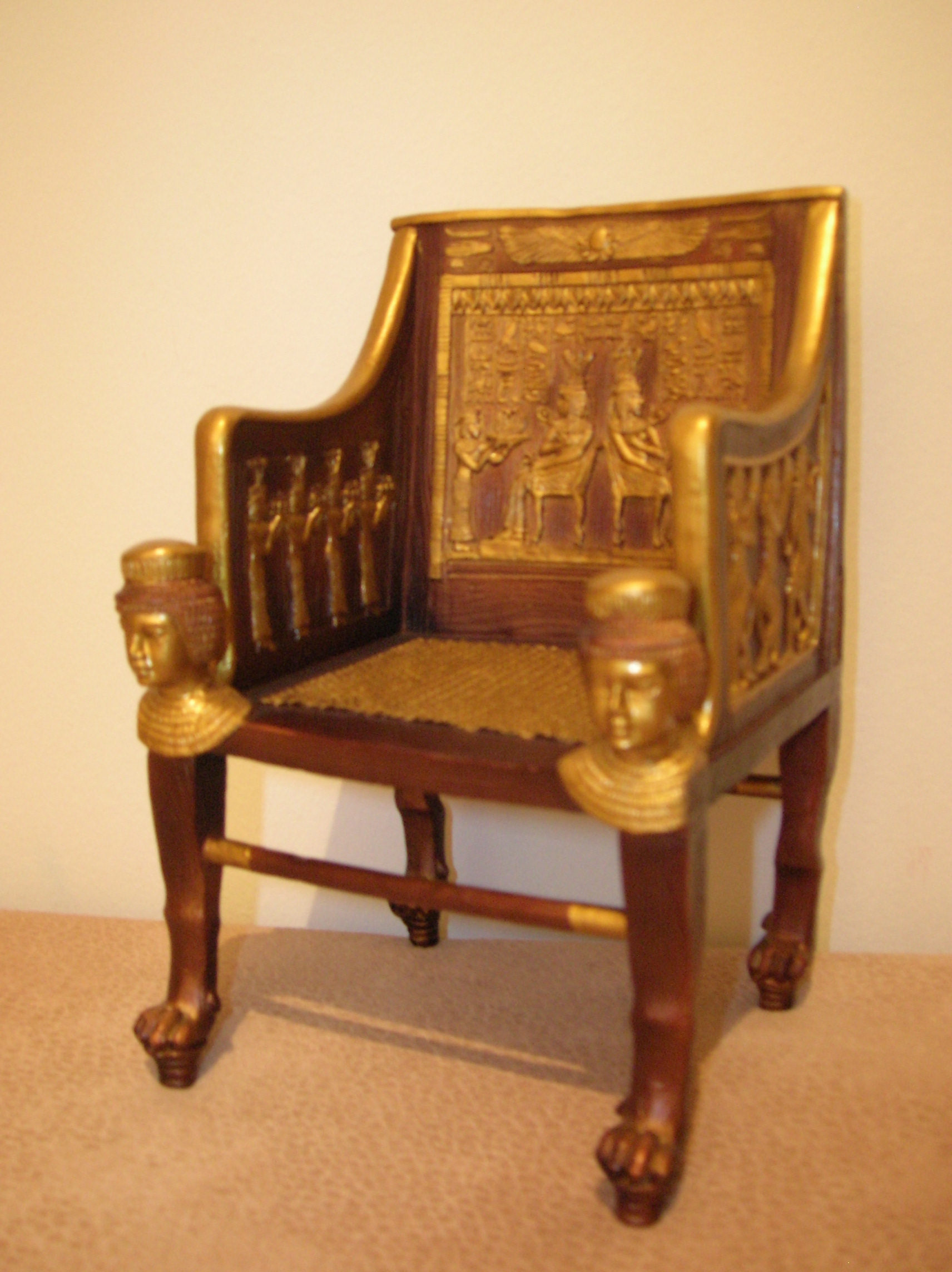
Replica del trono egizio risalente a circa 3000 anni fa, appartenuto alla principessa Satamon, figlia del faraone Amenhotep III
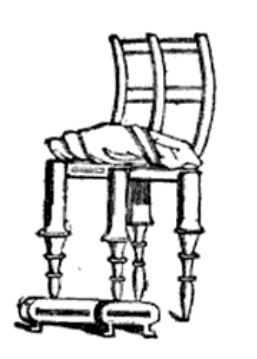
Sedia dell'antica Roma (cathedra) raffigurata in un dipinto a Pompei
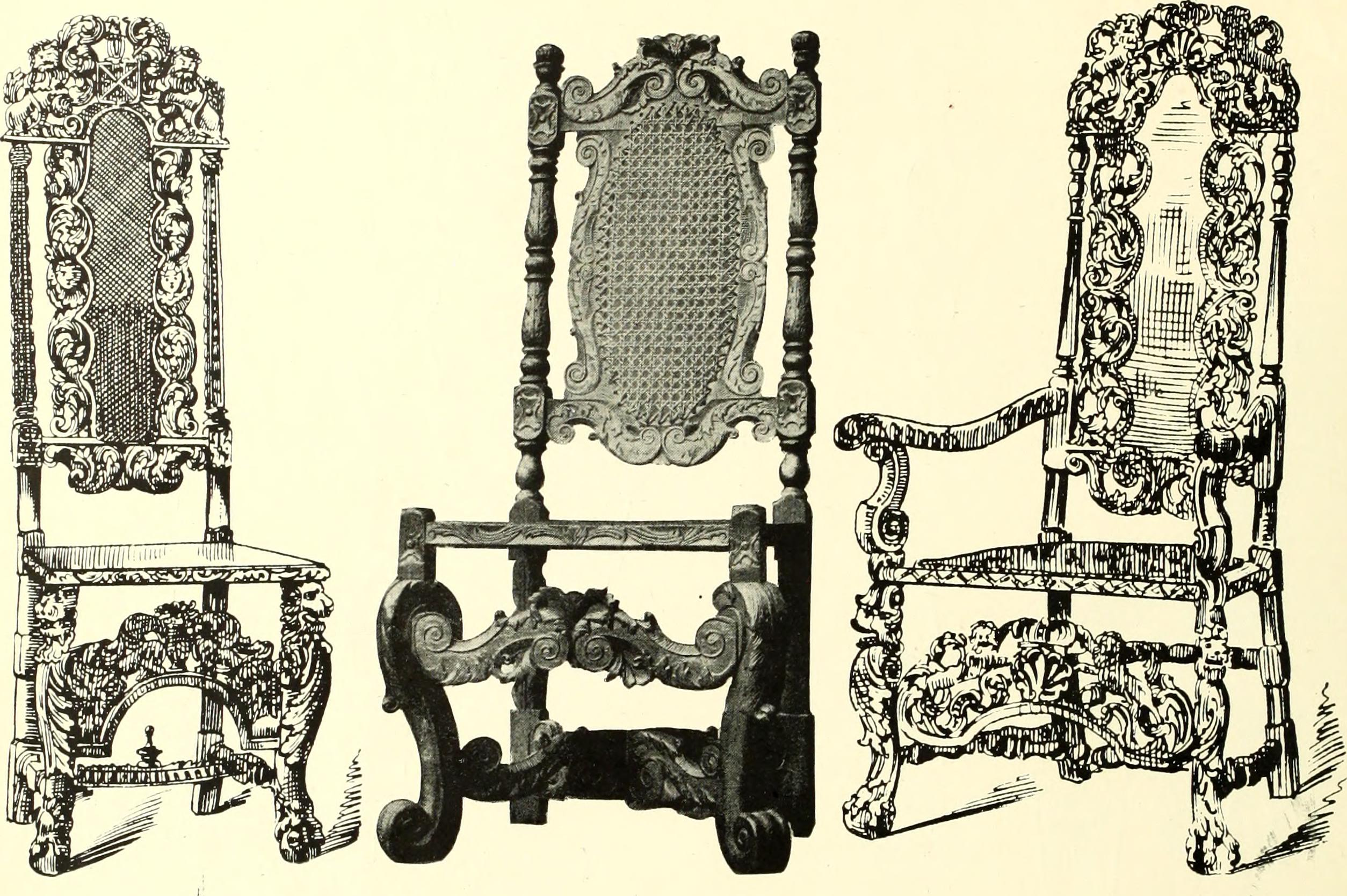
Sedie degli inizi del XVII secolo
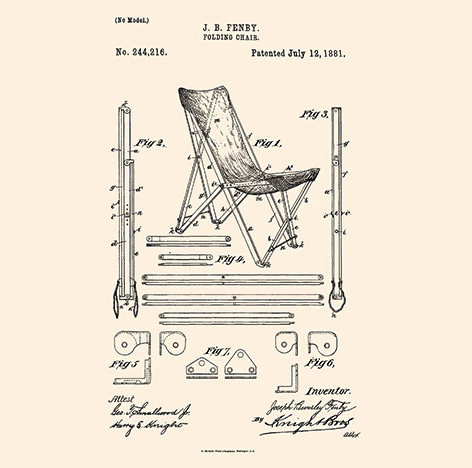
Brevetto di sedia in pelle ("tripolina") del 1881
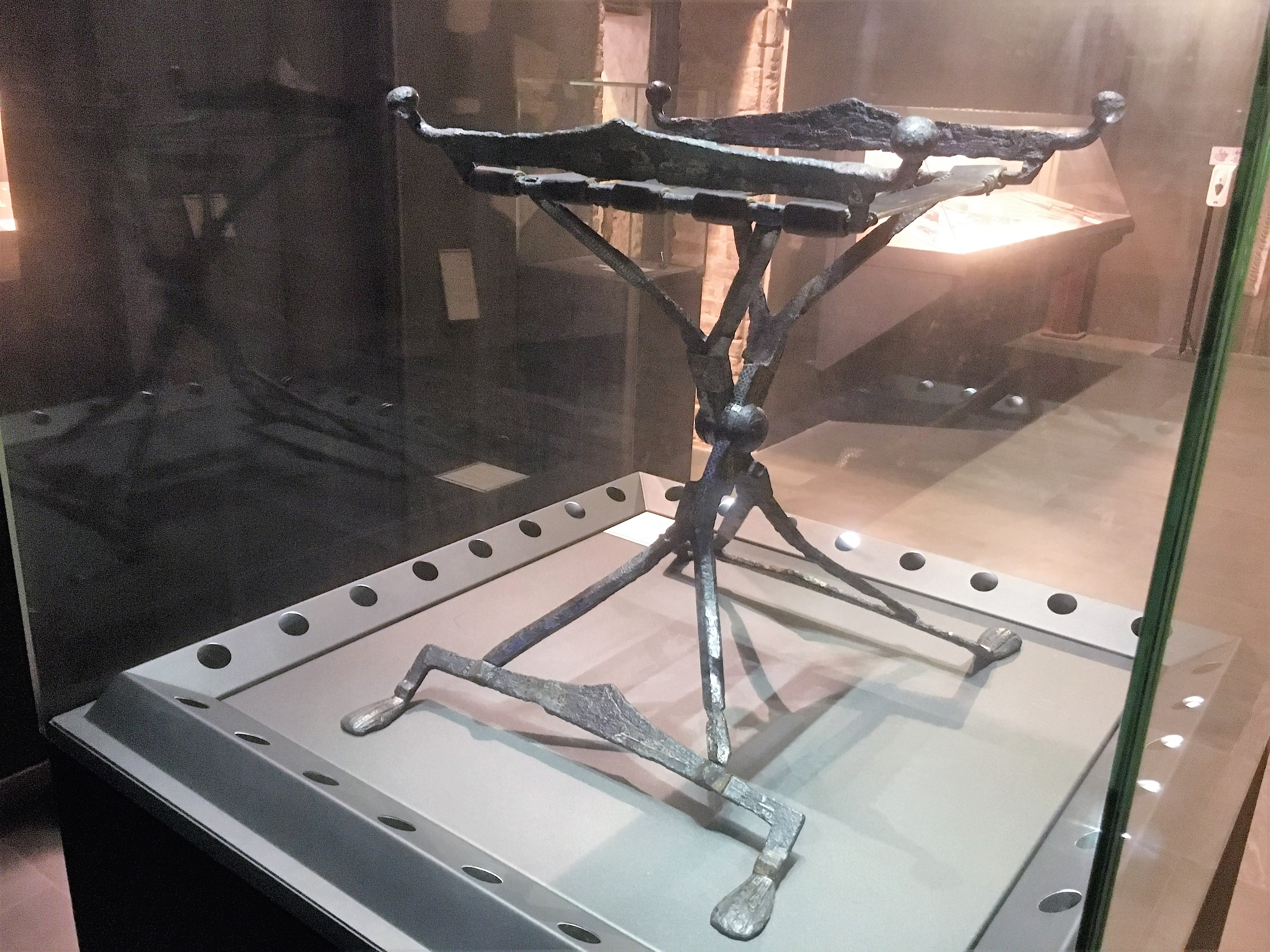
Sella Plicatilis, IX -X secolo, Pavia, Musei Civici.

## Tipi di sedia

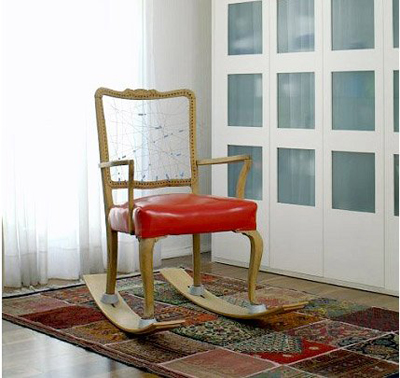
Sedia a dondolo
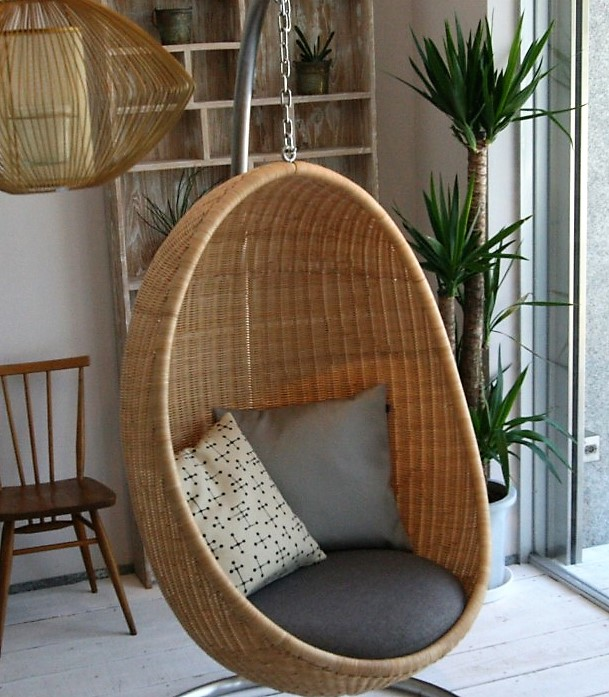
Sedia a forma di uovo appesa
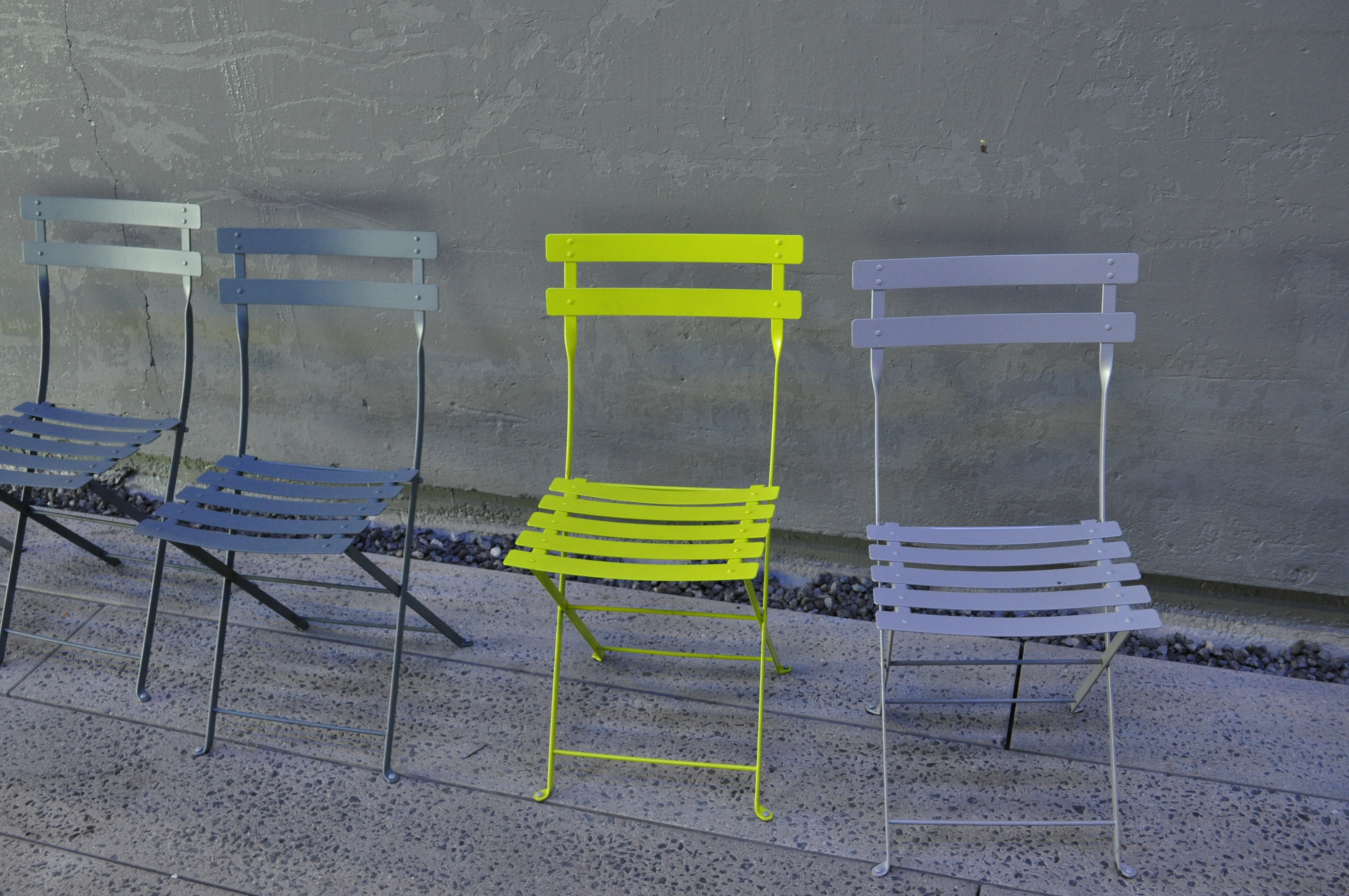
Sedie richiudibili
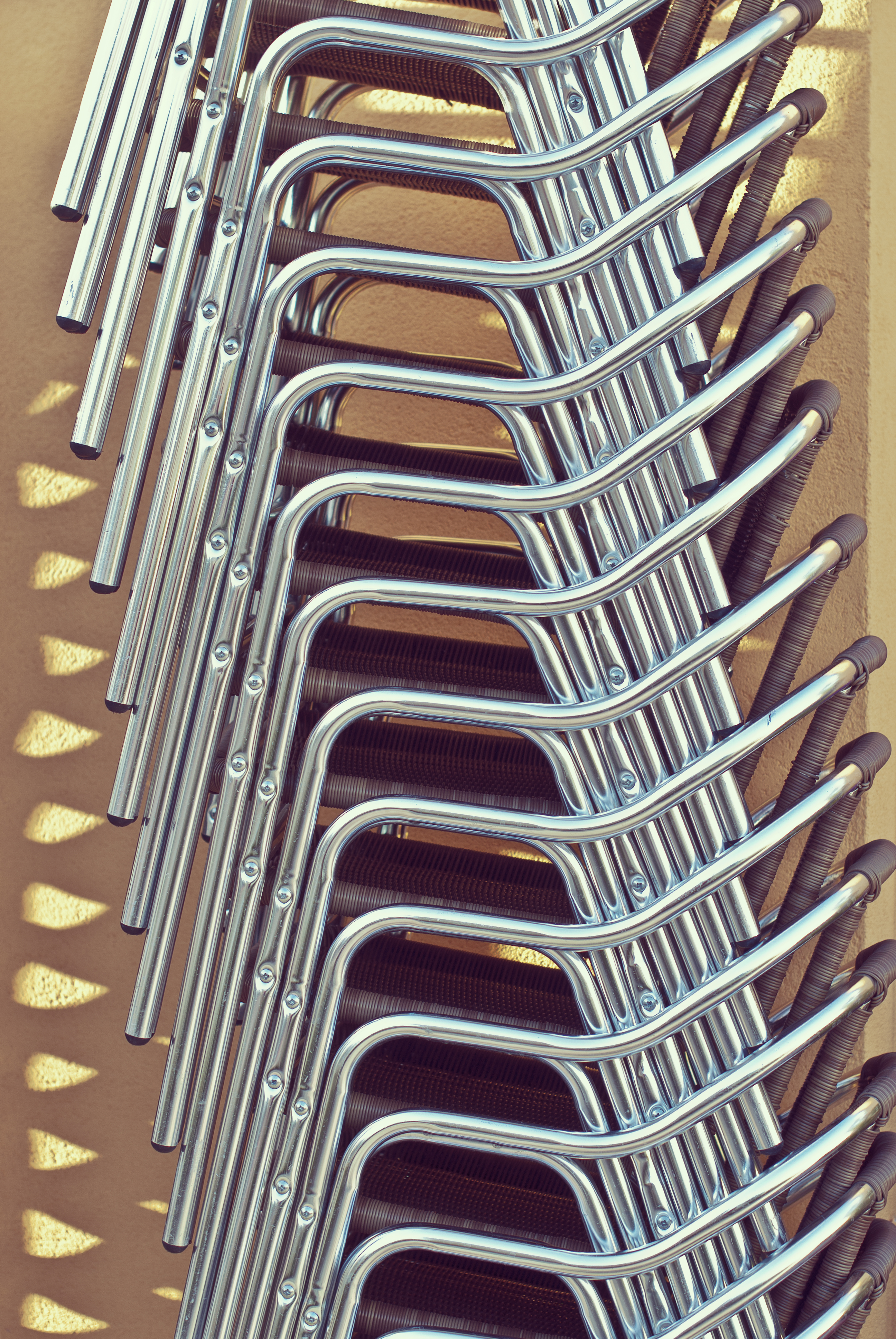
Sedie impilabili
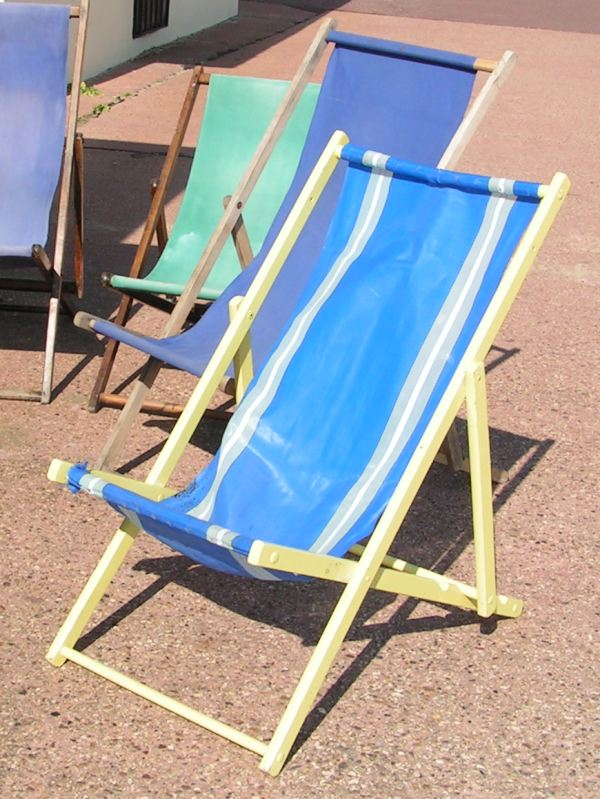
Sdraio da spiaggia
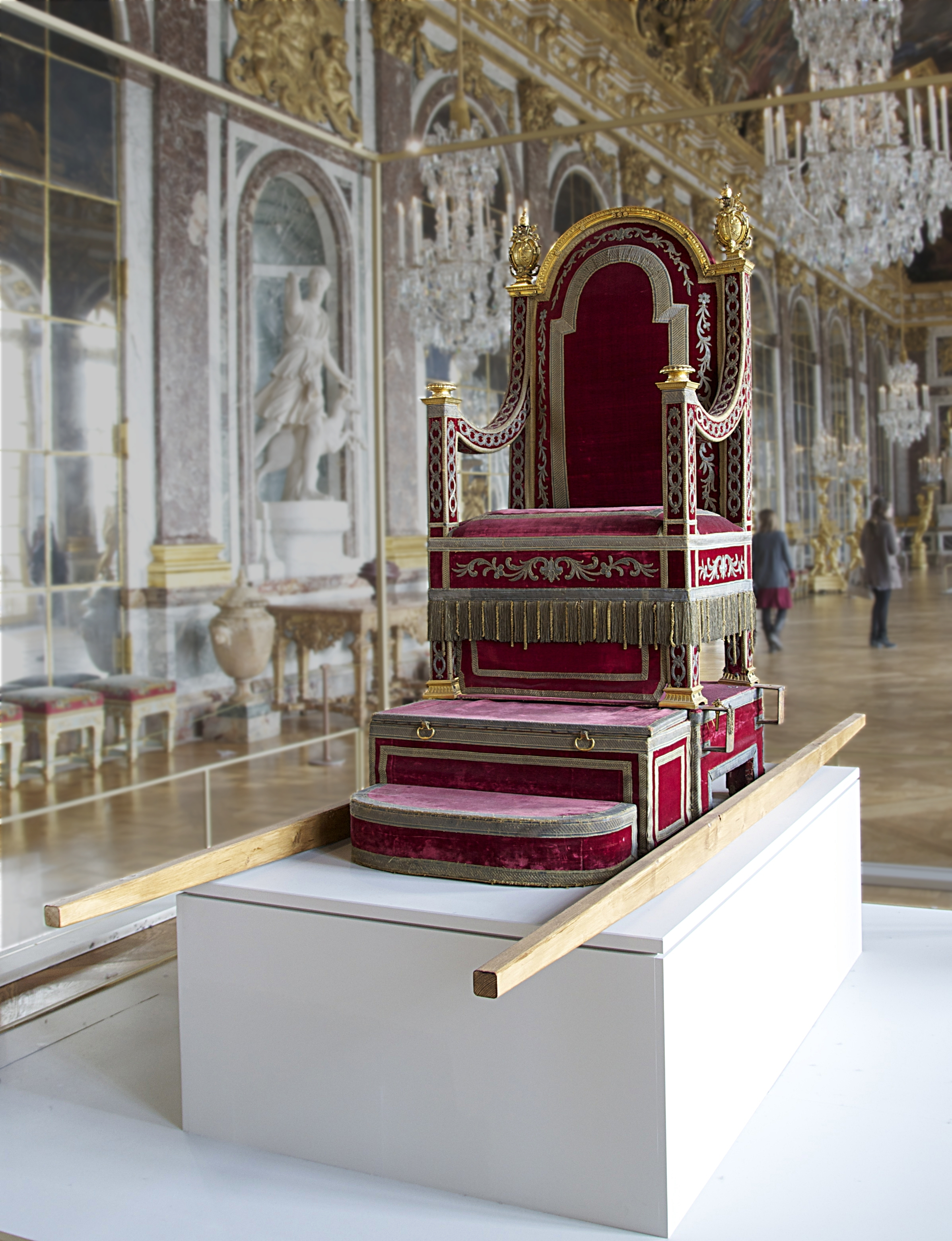
Sedia gestatoria di papa Pio VII

- Sedia a sbalzo o Cantilever
- Sedia gestatoria
- Sedia a sdraio
- Sedia monoblocco
- Faldistorio
- Tripolina
- Sgabello

- Sedia a dondolo
- Sedia a forma di uovo appesa
- Sedie richiudibili
- Sedie impilabili
- Sdraio da spiaggia
- Sedia gestatoria di papa Pio VII

### Sedie per ufficio
La sedia assume un'importanza fondamentale negli ambienti lavorativi. La salute e la tutela dell'utilizzatore è uno dei punti fondamentali nello studio dei materiali, delle forme e del design delle sedute per ufficio. 
"Produrre sedie" non va confuso con assemblare sedie, ovvero gestire la combinazione dei singoli componenti, ma va intesa come una vera e propria attività di ricerca e sviluppo. Infatti si sostanzia nella combinazione ottimale tra esigenze estetiche, di design e di materiali, con il rispetto delle norme sull'ergonomia e sulla corretta postura. L'altezza del sedile, i meccanismi di rotazione, oscillazione, movimento dello schienale (contatto permanente) e movimento simultaneo sedile-schienale (synchro), le ruote autofrenanti, il supporto lombare, i braccioli, sono solo alcuni aspetti studiati fin dalla fase creativa e progettuale.

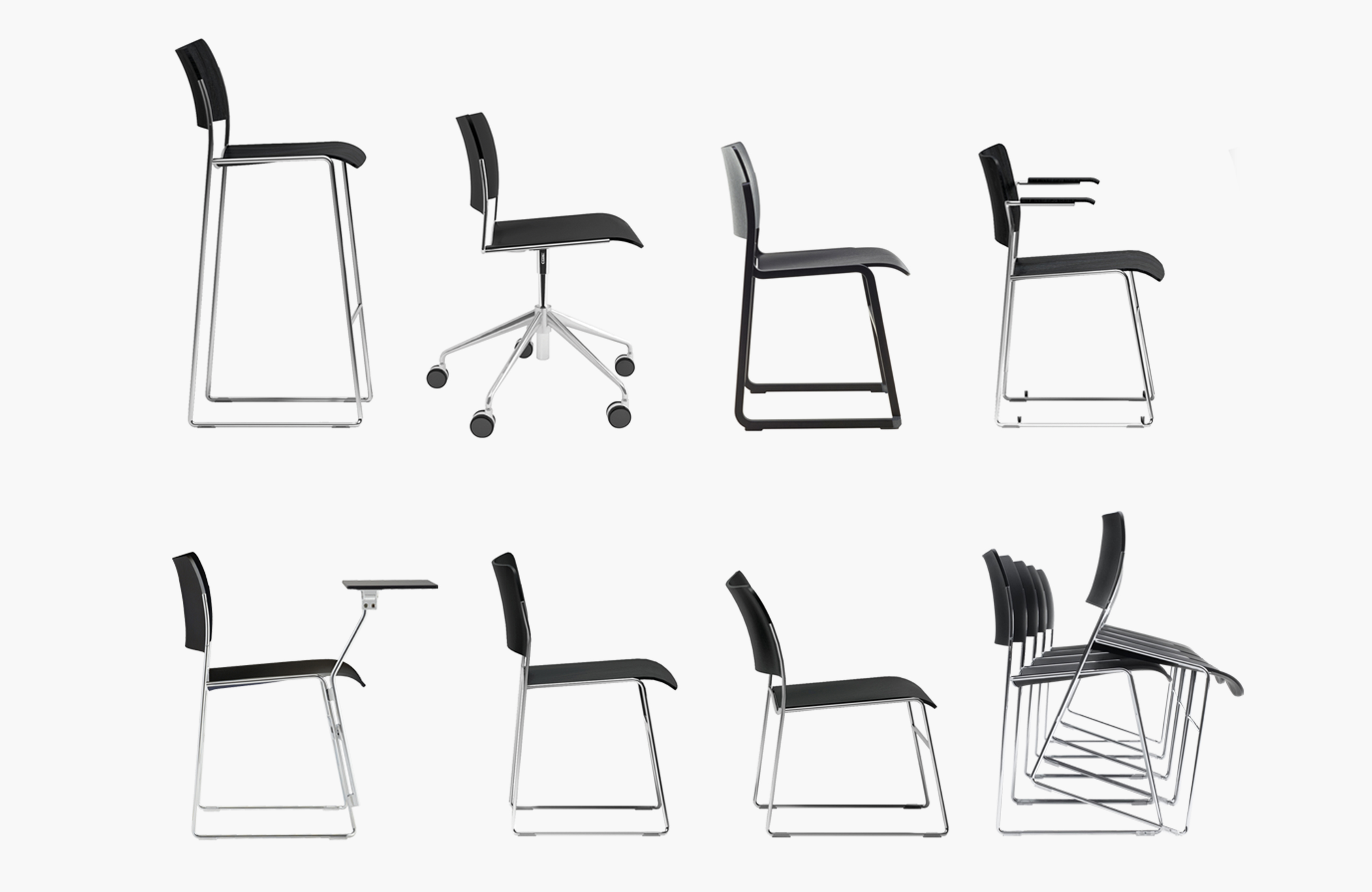
Esempi di sedie per ufficio
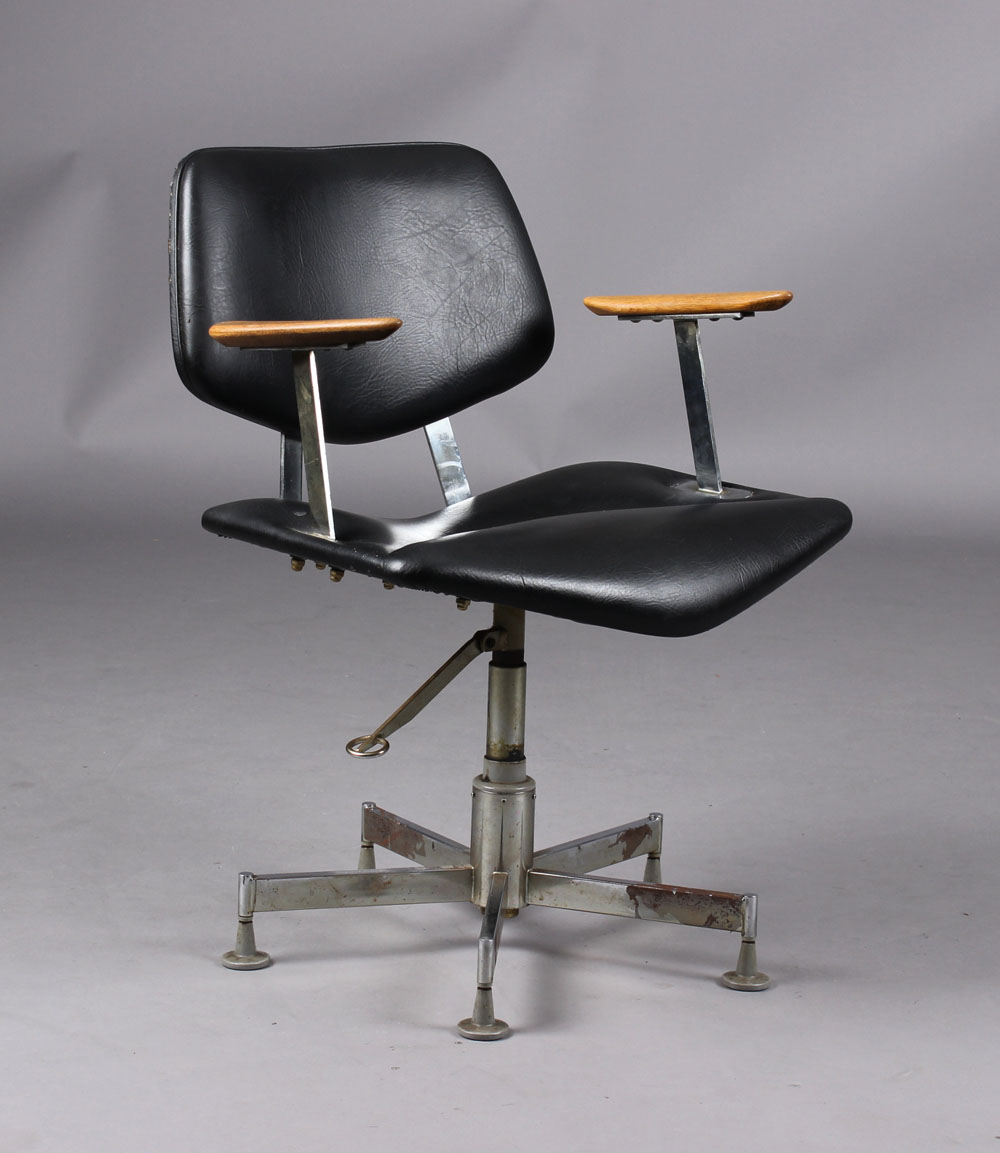
Sedia da ufficio in pelle regolabile
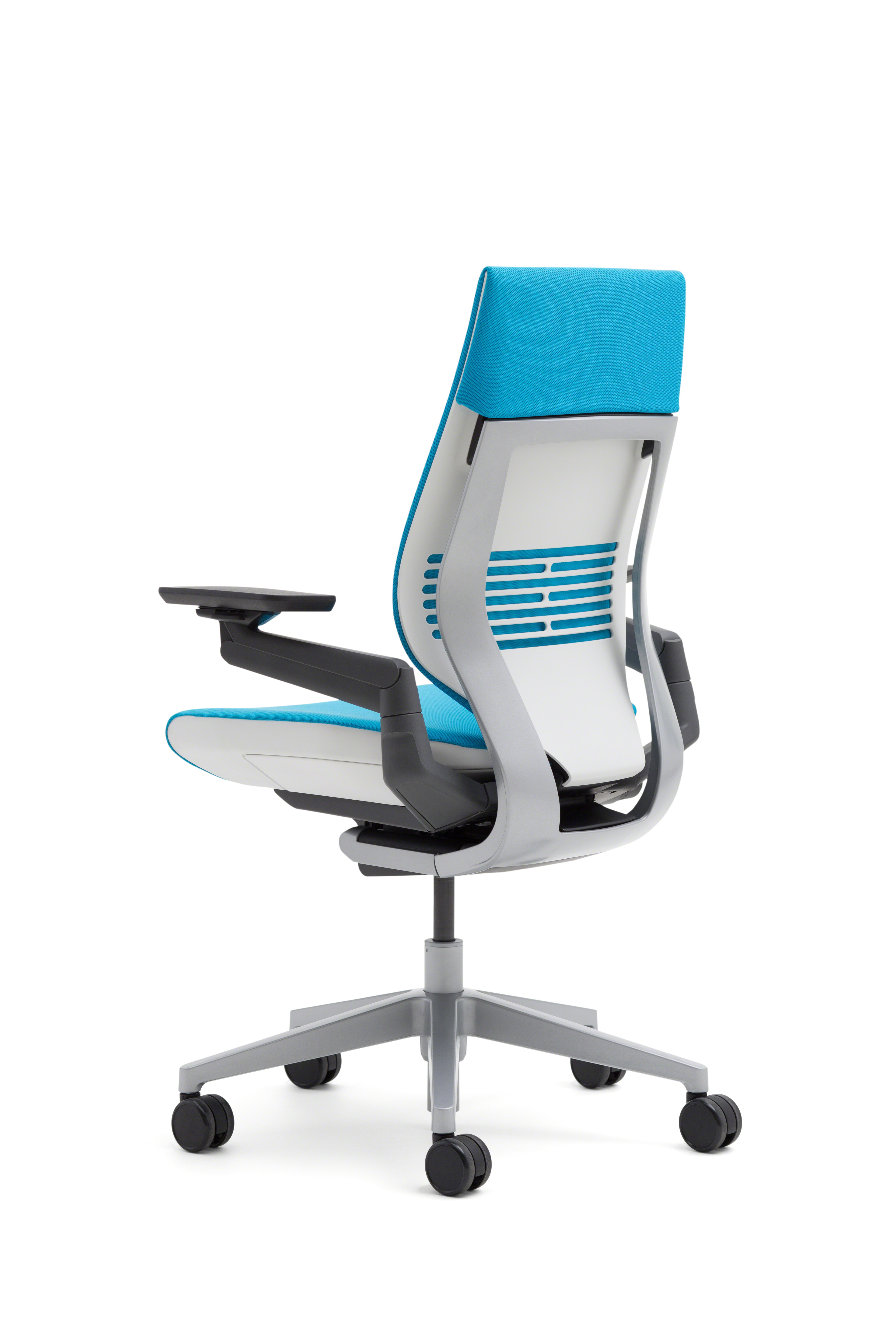
Sedia da ufficio con schienale ergonomico

## Materiali
Esistono diverse tipologie di materiali per la costruzione delle sedie, tra cui legno, materiale plastico, alluminio o acciaio alleggerito (capaci di diminuirne notevolmente il peso) e materiali naturali come giunco intrecciato. In alcuni modelli viene usata anche fibra di carbonio, che conferisce all'oggetto resistenza e leggerezza.

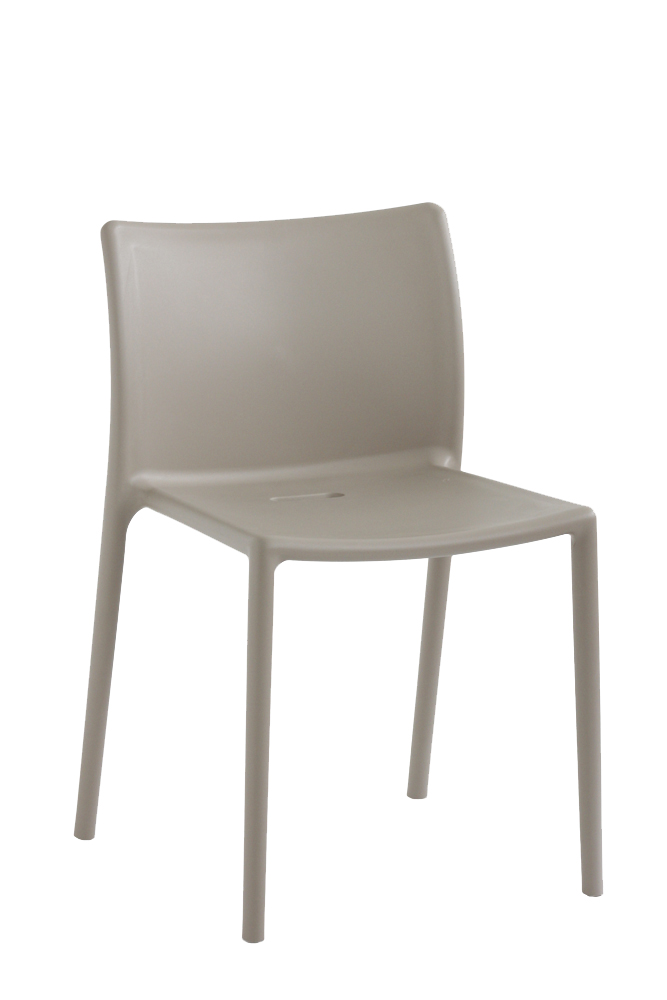
Sedia in materiale plastico
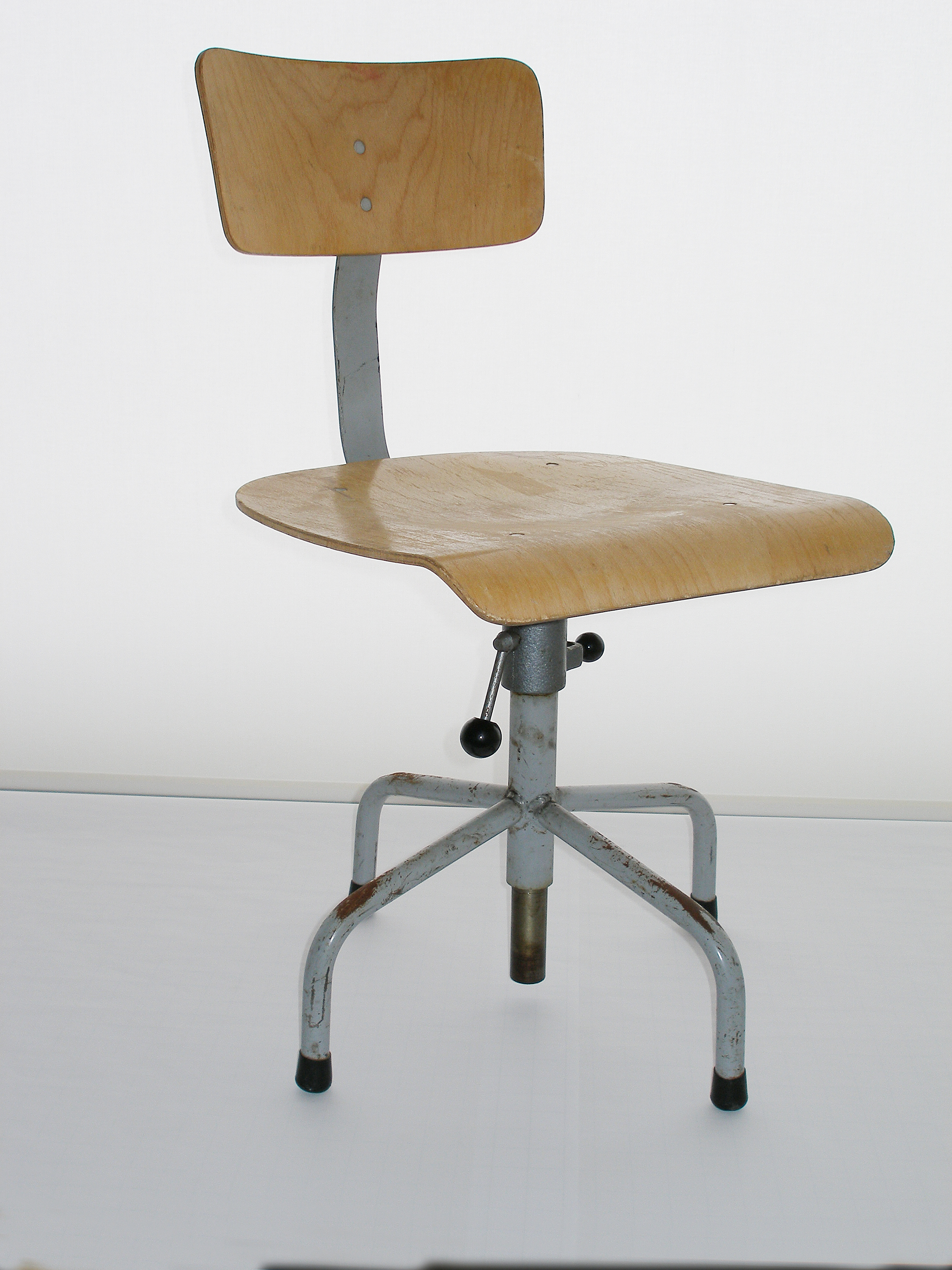
Sedia regolabile in legno e metallo

### Impagliatura delle sedie
Vi sono numerosi tipi di impagliatura:
- la più classica è sicuramente quella detta a spicchi, realizzata con il carice (in Toscana detto anche sarello); in passato i contadini usavano anche altri materiali, in base a ciò che avevano a disposizione, a volte anche foglie di mais.
- a scacchi: generalmente viene usata della cordicella in materiale naturale, proveniente dalla Cina.
- paglia di Vienna, usata per le famose sedie Thonet. Di questo tipo vi sono due tecniche per l'impagliatura: quella tradizionale dove vi sono numerosi fori sul bordo della seduta e la paglia di Vienna dovrà essere passata filo-filo fino a completare la trama e quella in cui si applica l'intreccio precedentemente preparato fissandolo in una scanalatura sulla cornice della seduta che poi dovrà essere rifinita con un filo di midollino.

la seduta di paglia è però in declino, oggi si utilizzano materiali più affabili come anime di plastica ricoperte da soffici cuscini, è preferibile utilizzare plastiche come il PVC che resistono negli anni. Oltre ai metodi esplicati poc'anzi la seduta può anche presentarsi come un unico pezzo di legno avente un'infossatura per rendere la seduta più ergonomica; è preferibile l'utilizzo di legni come il ciliegio, che conferiscono una particolare tonalità alla seduta. Molti invece utilizzano addirittura della paglia per imbottire le loro sedute.

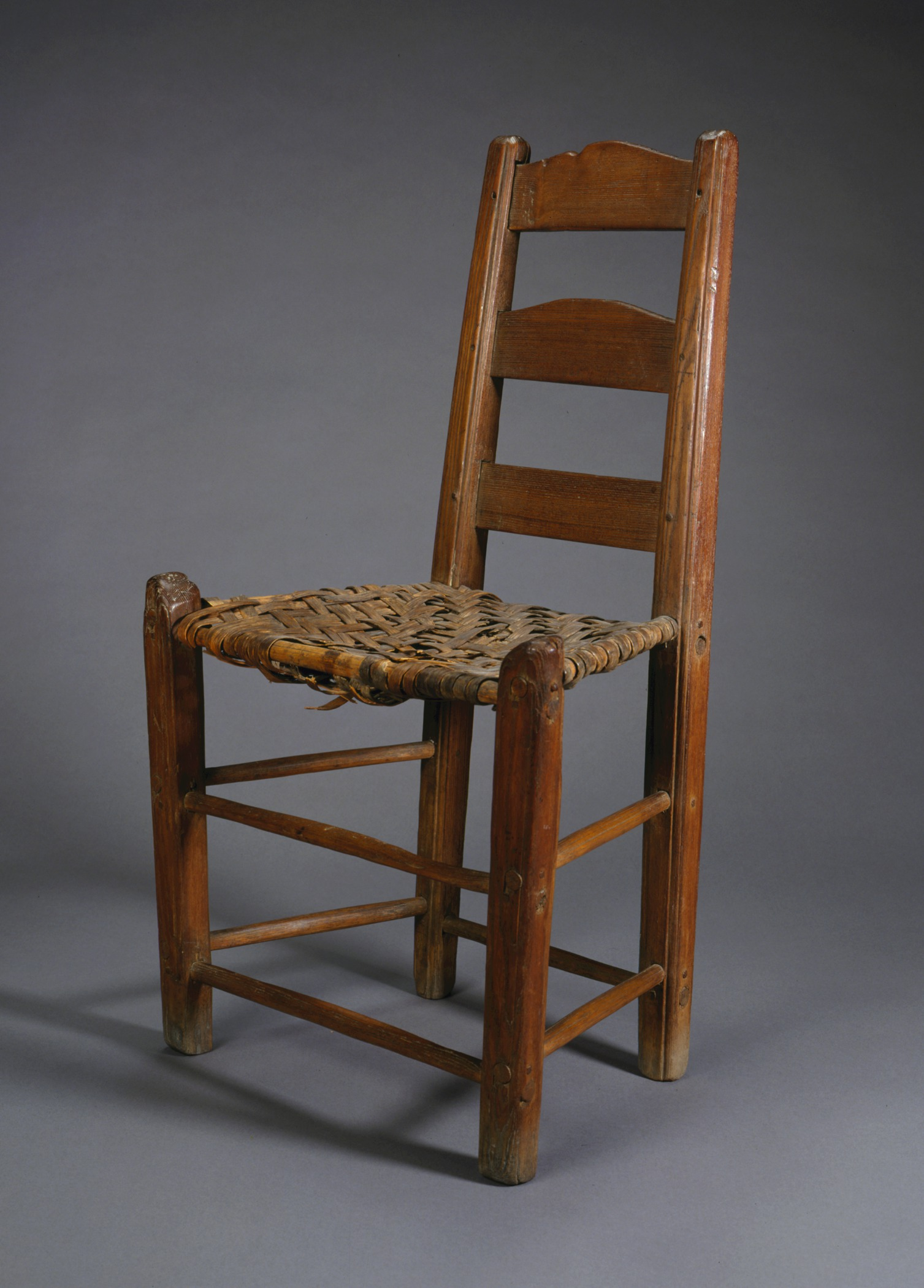
Esempio di sedia impagliata in stile coloniale
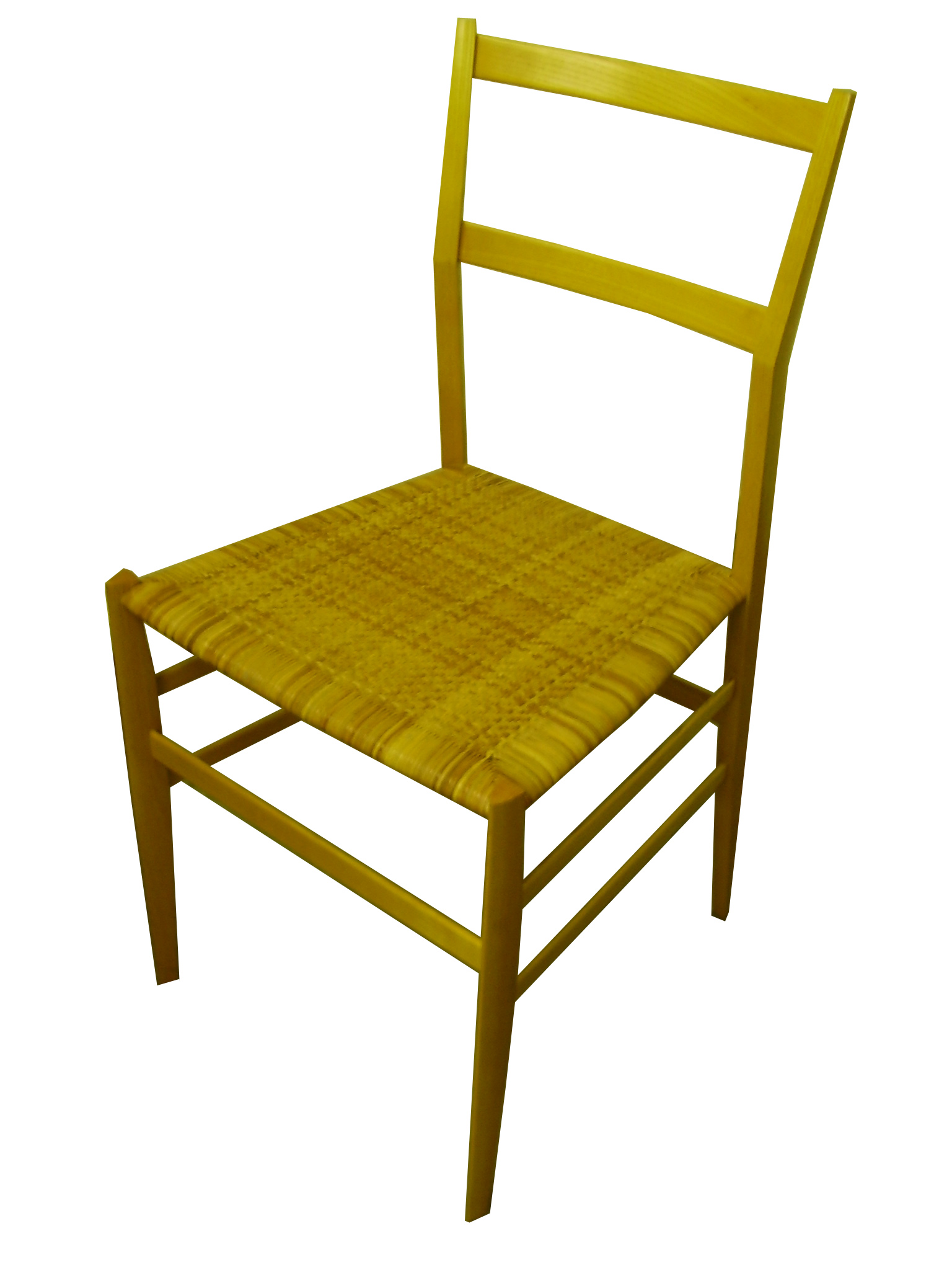
La sedia impagliata Superleggera (1,7 kg) di Giò Ponti per Cassina (Italia, 1955)

## Seduta

Da sinistra a destra, il modo corretto e il modo scorretto di sedere
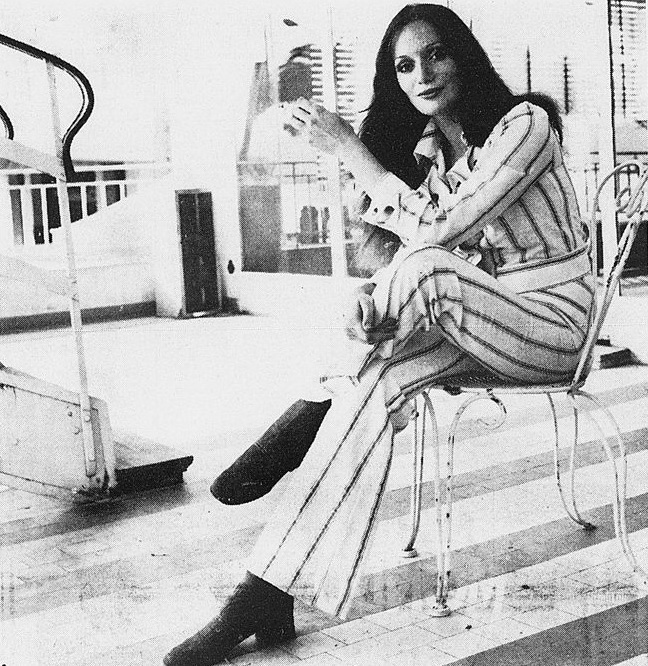
Una donna seduta con le gambe accavallate